# ブレット・ドイル
ブレット・ドイル（Brett Doyle、1972年8月30日 - ）は、おもにイギリスで騎乗している騎手。

## 来歴
1988年、イギリスの騎手免許を取得。その後、香港に活動の場を移し、中堅騎手として活躍していた。
2002年2月20日から4月19日まで、日本中央競馬会 (JRA) の短期免許を取得した。2月23日の中山競馬第2競走が中央競馬での初騎乗となり、成績は9着だった。初勝利は3月8日の中山競馬第2競走で、騎乗馬はアイマストウインであった。その後は勝利を重ね、4月14日の第62回皐月賞において、単勝15番人気だったノーリーズンで勝利し、中央競馬のGI初騎乗で初勝利を挙げた。
皐月賞の勝利によって、引き続き東京優駿（日本ダービー）でノーリーズンへの騎乗を依頼され、短期免許の期間を延長したが、香港で財産分与のトラブルに巻き込まれたとして4月27日からの騎乗を急遽キャンセルし、そのまま帰国。投票後に個人的な事由で騎乗をキャンセルしたことで日本中央競馬会から口頭で注意を受けた。この件以降、日本では騎乗していない。
その後の動静は分からない部分もあったが、2005年には、のちのドバイワールドカップ優勝馬ウェルアームドのデビュー2戦に騎乗。2010年にはジョイアンドファンでアルクォズスプリントに優勝。2018年までにはゴドルフィンの専属調教師を務めるチャーリー・アップルビーのチームと関係を持ち、ゴドルフィン初のダービーステークス優勝馬マサーなどの調教に携わる。一方で、騎乗数や勝利数は少ないものの現役の騎手としても騎乗を続けている。

## おもな騎乗馬
- Sayyedati / サイエダティ（1995年サセックスステークス）
- ノーリーズン（2002年皐月賞）
- ウェルアームド[1]
- Joy And Fun / ジョイアンドファン（2010年アルクォズスプリント）